# إس جي-43 غوريونوف
إس جي-43 غوريونوف (بالروسية: Станковый пулемёт системы Горюнова، وتعني «مدفع رشاش مُثبت، من تصميم غوريونوف» ويلفظ أيضاً جرينوف) هو مدفع رشاش متوسط سوفيتي ظهر خلال الحرب العالمية الثانية. يستخدم طلقات عيار 7.62×54 مم ر، وصٌنع في 1943 كبديل للرشاش الأقدم إم1910 ماكسيم. يُمكن تثبيته على حوامل ذات عجلات وحوامل ثلاثية أو مركبات مدرعة.

## وصلات خارجية
- Goryunov SG-43 and SGM
- 7.62mm Goryunov Heavy Machine Gun
- 7.62mm Goryunov Heavy Machine Gun, SG43 – Walk around photos